# 東衛天后宮
東衛天后宮，古稱同公宮仔，臺灣澎湖馬公市廟宇，東衛里公廟，主祀天上聖母媽祖。

## 沿革
「東衛」之名及該聚落形成淵源於軍事組織。南明永曆15年（清順治18年，公元1661年），鄭成功率艦隊佔領澎湖本島，先於文澳地區設立安撫司，又在媽宮港北方設置「東衛」、「中衛」與「西衛」三個海防據點，此即「東衛社」聚落最初由來。
1684年，康熙皇帝決議將澎湖與台江內海一帶納入清帝國版圖，澎湖地區行政規劃大體延續東寧王國制度，「東衛社」之名亦得以保留，且仍舊擔綱保衛文澳廳署，防範倭寇、紅毛番、偷渡及監視走私等職務，故清代以將，東衛社居民多為軍職，並與澎湖提標館的班兵頗有淵源，東衛天后宮一度與之結為「姊妹廟」，但不知何故，兩廟交誼後來卻日益轉淡。
關於東衛天后宮的緣由，據稱約莫在南明永曆17年（1663年）間，東衛社民在海濱撿到一落難神像，稱「下田仔同公」（即同公），並搭建小廟奉為社神（土地神）。由於「同公」神階不高，文武官員經過廟前並不禮敬，遂於乾隆37年（1772）從福建湄洲迎奉媽祖神像來澎，引以為東衛社公廟主神，並增祀城隍爺，以此抬高原廟廟階。至道光13年（1833年），又增祀於巧聖先師（魯班）、姜太真君、各府王爺千歲於殿內。
民國58年（1969年），東衛呂姓旅台宗親特從東衛天后宮分火渡台，同年10月，分香廟「高東天后宮」落成，廟址為今高雄市苓雅區河北路155號。

### 建築
東衛天后宮曾歷經數度修建，今可考於民國56年（1967年）時，蒙當地呂姓宗族捐地，聘請知名木匠師葉根壯（澎湖後窟潭人，今馬公市重光里），增建左右廂房、擴大廟宇規模。民國93年（2004年）亦因廟舍古老，年久失修，村民拆除舊廟，集資重建，於民國96年（2007年）竣工，即為今貌。:206-218

## 圖輯

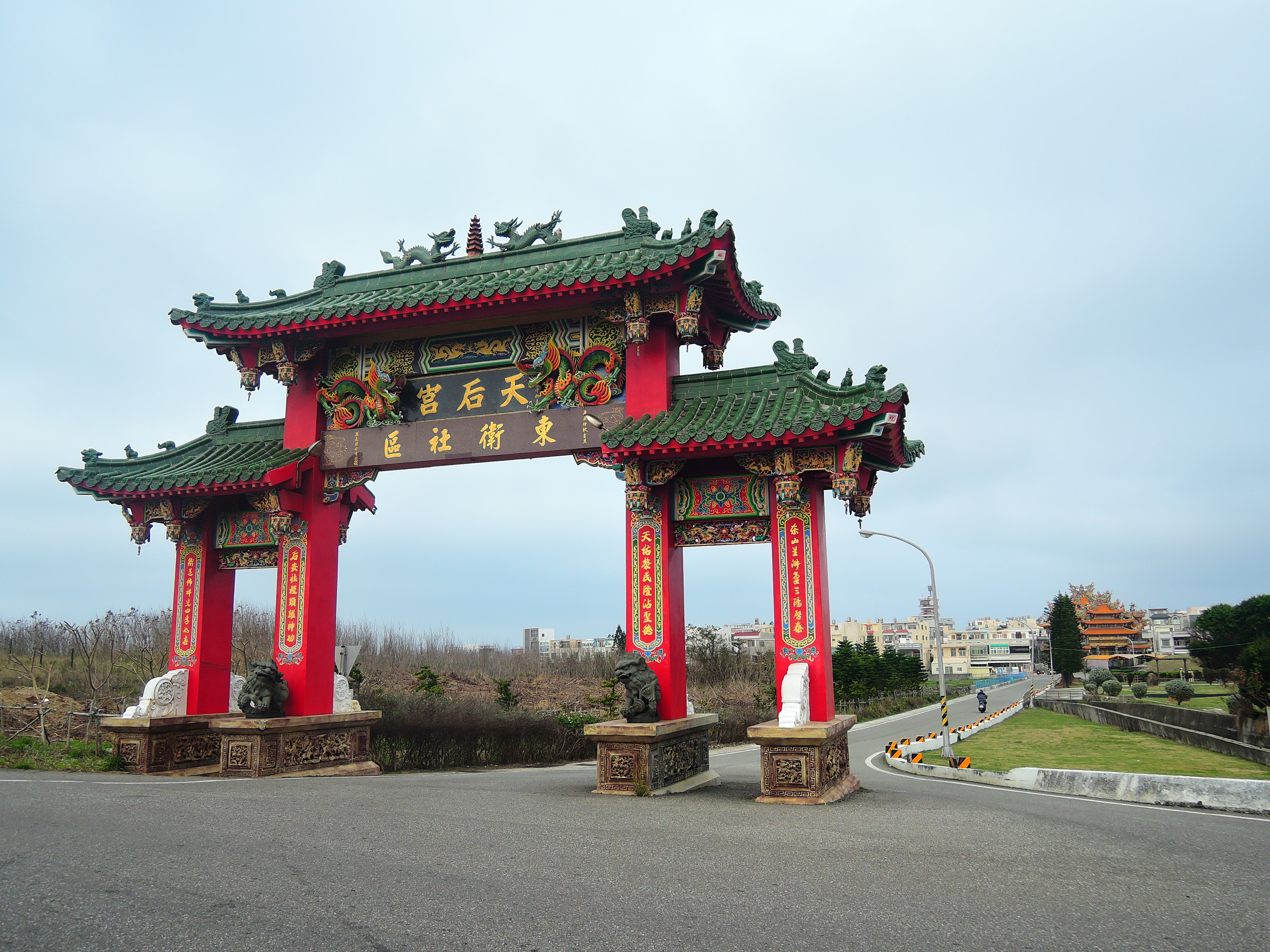
牌樓（葉根壯作於2000年[7]:206-218）
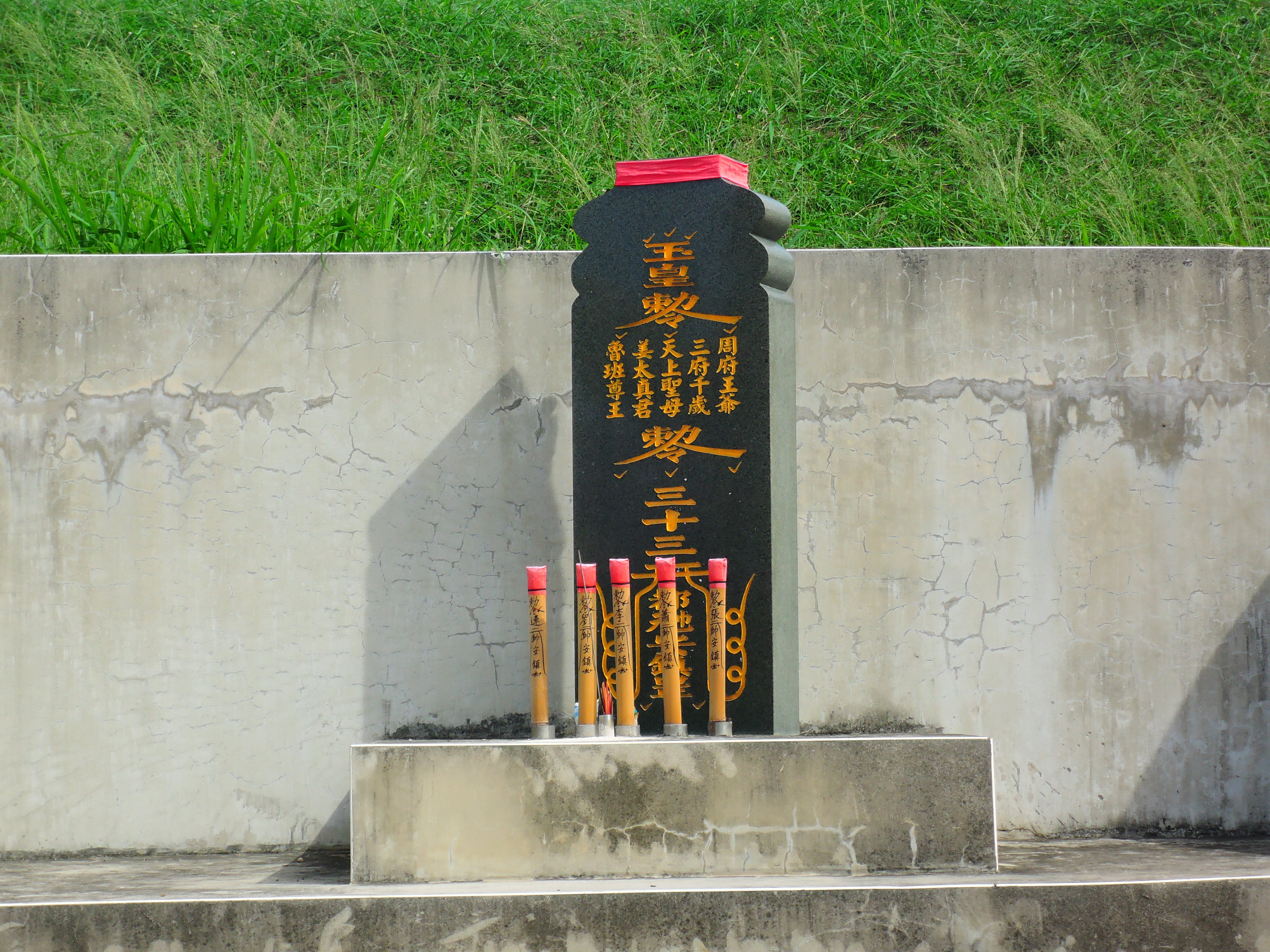
五營
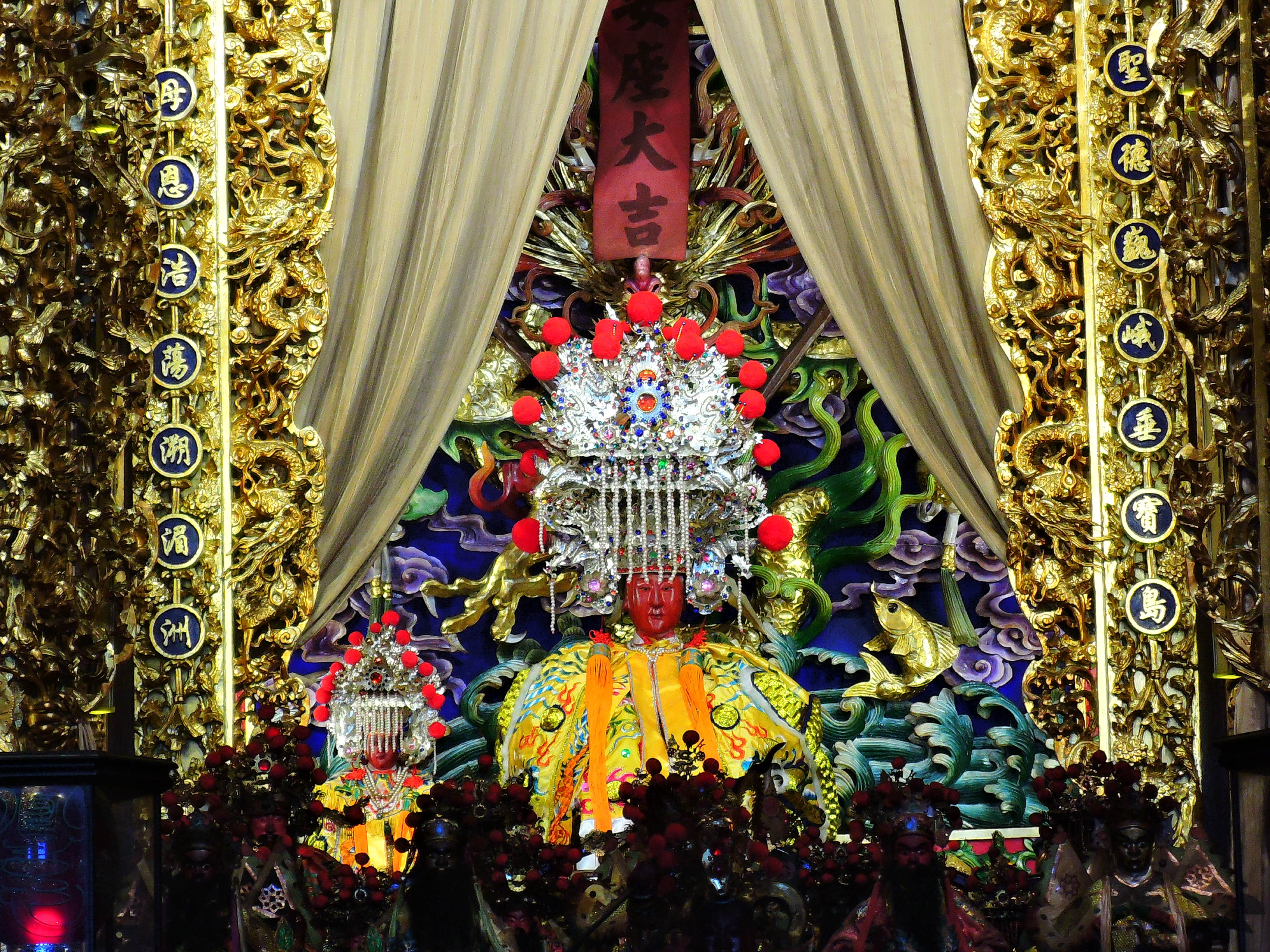
媽祖金身
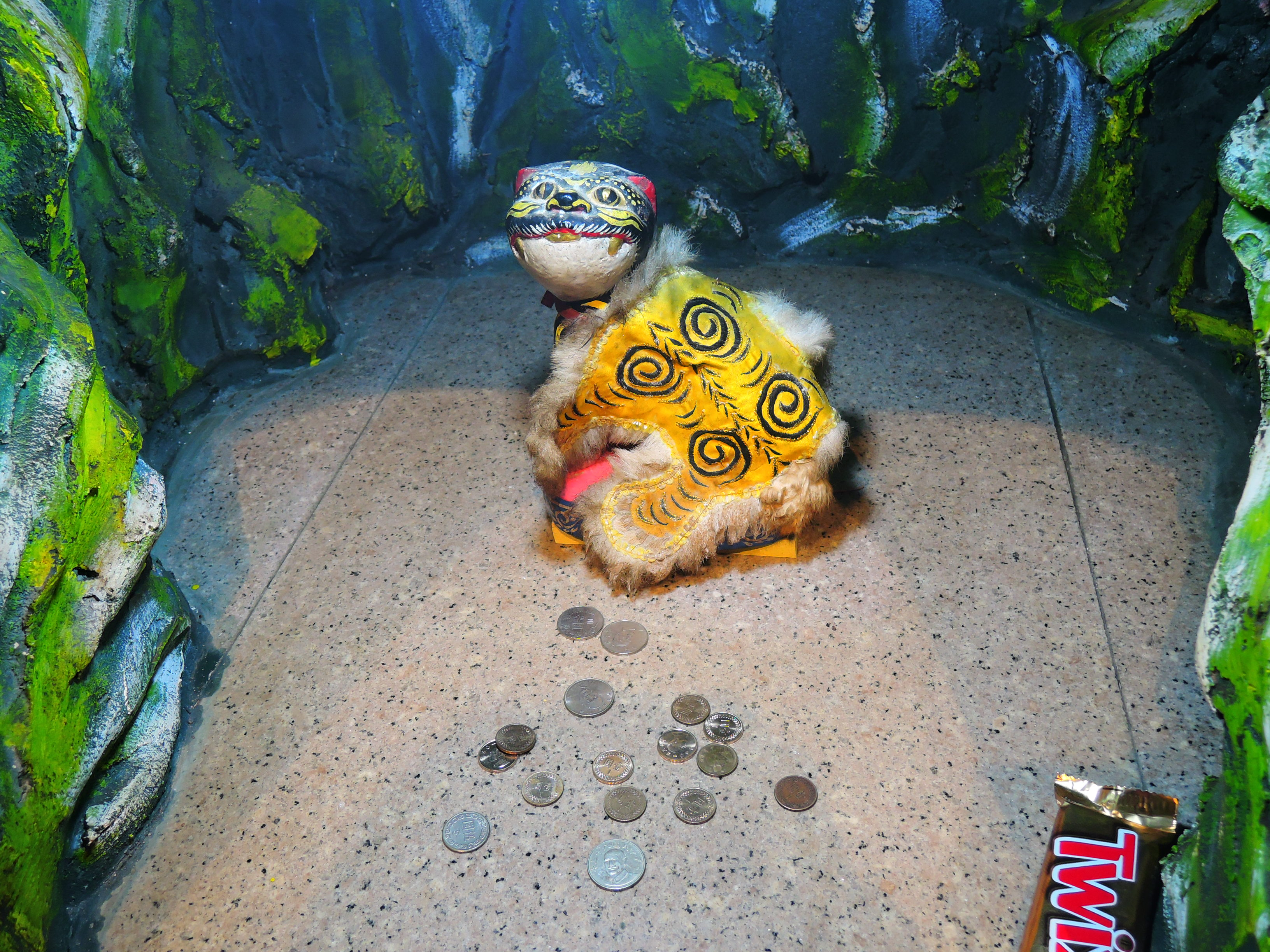
虎爺像
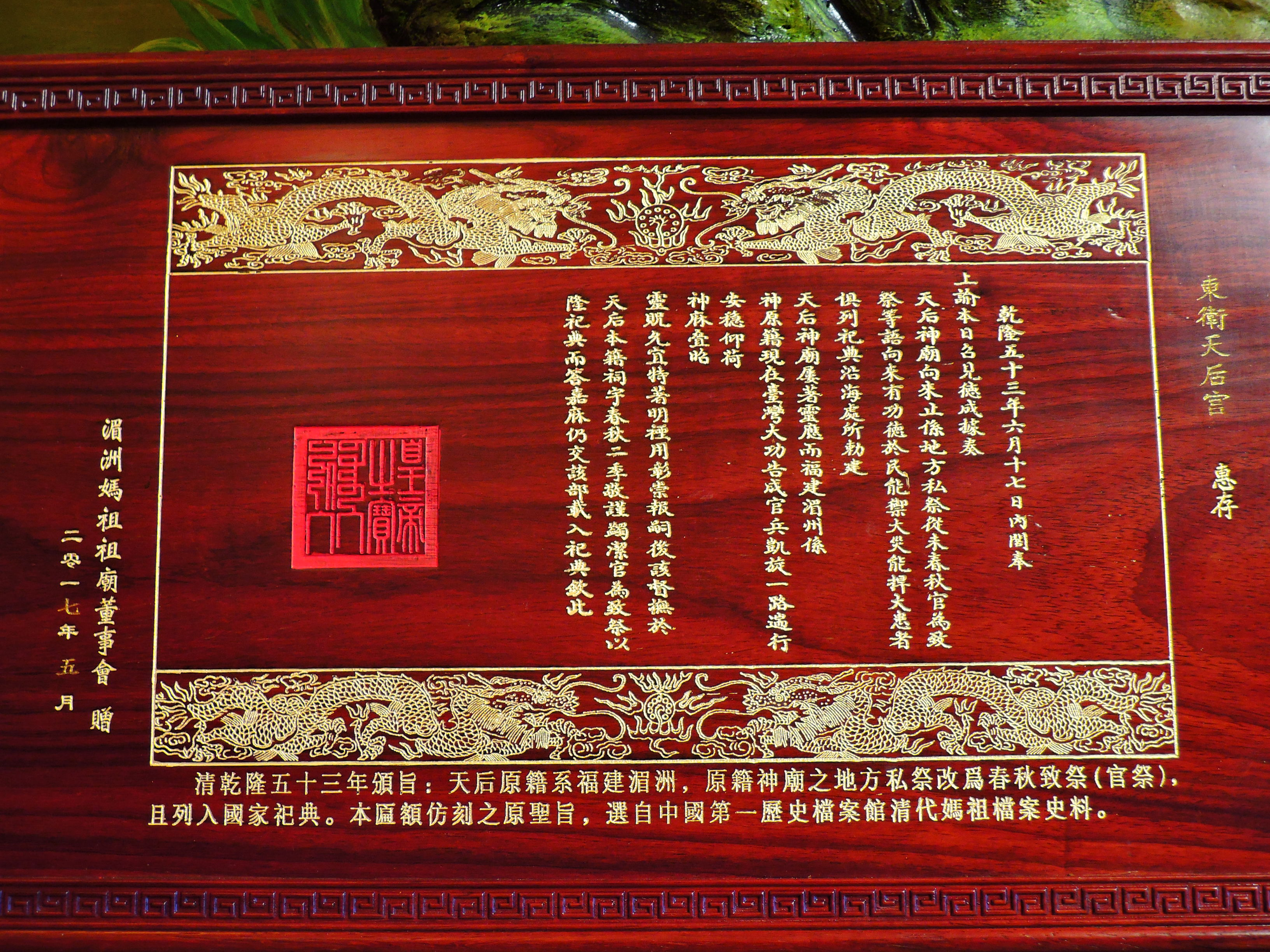
乾隆年間湄洲移靈碑記
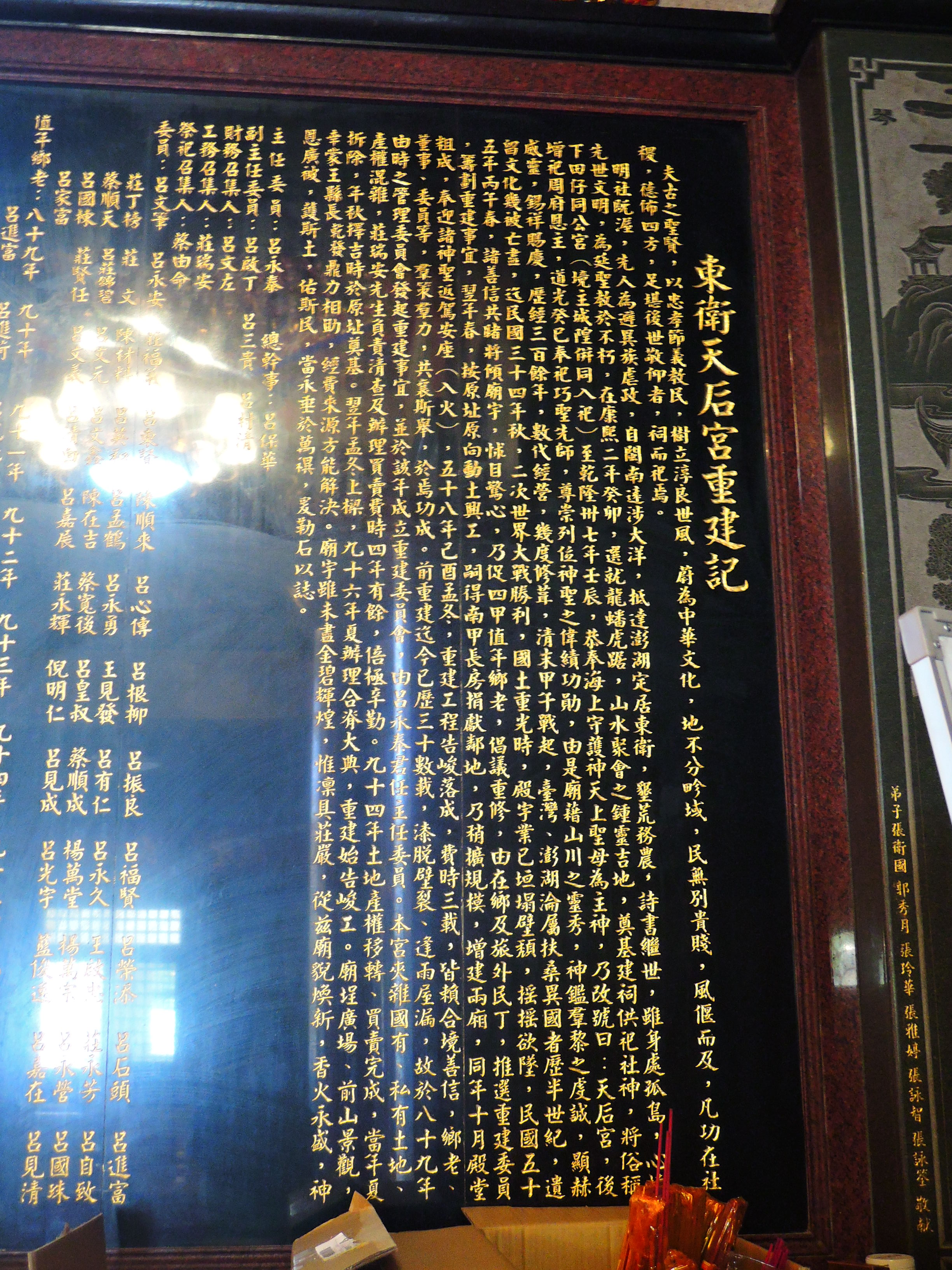
重建碑記

## 外部連結
- 東衛天后宮的Facebook專頁